# Platehof

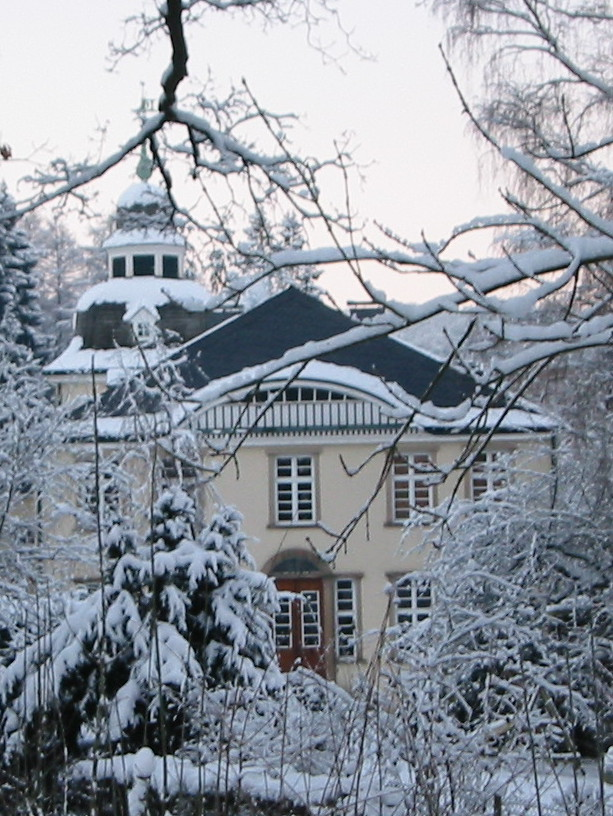
Platehof

Der Platehof ist ein denkmalgeschütztes Profangebäude in der Platehofstraße 9 in Brüninghausen, einem Stadtteil von Lüdenscheid im Märkischen Kreis (Nordrhein-Westfalen).

## Geschichte und Architektur
Das Unternehmerwohnhaus ist mit 1813 bezeichnet. Nach 1900 wurde es von Peter Robert Plate erworben und um 1911 umgestaltet. Das verputzte Wohnhaus mit Walmdach ist axial gegliedert. Es steht auf einem Sockel, der rundum durch Lünettenfenster gegliedert ist. Der Zugang erfolgt auf der von einer breiten, mit segmentbogiger Gaube betonten Schmalseite. Über eine halbrunde Treppe ist das Säulenportal mit einer zweiflügeligen Eingangstür, mit Seiten- und Oberlicht, begehbar. Der Turm mit einer geschweiften Haube und Laterne wurde 1921 nach Plänen von Alfred Seuster angebaut. Der großzügige Garten mit Bruchsteinmauern ist zur Verse hin orientiert. Im ummauerten Vorgarten steht ein Pavillon mit geschweifter Haube, er wurde 1921 gebaut. Das ehemalige Wirtschaftsgebäude ist umgebaut worden, in ihm befinden sich heute die Wohnhäuser Platehofstraße 5 und 7. Die dreiflügelige Anlage von 1921 wurde unter Verwendung von Bauteilen des 19. Jahrhunderts umgebaut. Auf der gegenüber liegenden Seite steht die Remise aus Fachwerk.